# Sketch
Ein Sketch (engl.: Skizze) ist eine kurze komödiantische Szene, die einer reduzierten Handlung folgt und meist mit einer prägnanten Schlusspointe abschließt. Sie ist stilistisch wie inhaltlich mit Kabarett und Comedy verwandt und kann auch als „ge(schau)spielter Witz“ verstanden werden.

## Dramaturgie
Sketche sind in der Regel nicht länger als fünf bis zehn Minuten. Es treten meist nur wenige Figuren auf und auch Schauplatzwechsel sind selten. Es wird eine Handlung meistens zeitdeckend erzählt, die auf eine Pointe hin zugespitzt ist. Das Erreichen dieser Pointe beendet in den meisten Fällen den Sketch.

## Entstehung
Der Sketch hat seinen Ursprung um 1900 in den USA. Die kurzen Bühnenstücke wurden im Rahmen des Kabarett in minimaler Dekoration aufgeführt. In Deutschland wurden Sketche vor allem durch Karl Valentin und Liesl Karlstadt in der Zeit von 1892 bis 1960 verbreitet. Nach 1940 wurden Sketche in Filmen und im Fernsehen populär, in neuerer Zeit auch als Comedyformate der Sketchshows und -serien.

## Bekannte Sketche
In deutscher Sprache sind Sketche von Karl Valentin (Buchbinder Wanninger), Harald Juhnke und Eddi Arent (Harald und Eddi), Dieter Hallervorden (Palim-Palim) und Loriot (Die Jodelschule, Die Nudel, Kosakenzipfel, Herren im Bad) populär. Außergewöhnlich von der Machart ist Ja, wo laufen sie denn ?, bei dem Loriot 1972 zu einem alten Sketch auf Schellackplatte (Auf der Rennbahn, 1946) einen Trickfilm zeichnete, bei dem zwei seiner typischen „Knollennasenmännchen“ agieren. Kultstatus hat in Deutschland außerdem der 18-minütige Sketch Dinner for One von Freddie Frinton, der jedes Jahr Silvester in den meisten Dritten Fernsehprogrammen ausgestrahlt wird. Die sich unterscheidende Schweizer Version wird seit 1989 regelmäßig im Schweizer Fernsehen gezeigt.
Die britische Komikergruppe Monty Python durchbrach immer wieder das gängige Schema des Sketches, oftmals durch den Verzicht auf eine (offensichtliche) Pointe am Ende der Szene. Zu den bekannten Sketchen aus Monty Python’s Flying Circus zählen Der Papagei ist tot, der Spam-Sketch, Der tödlichste Witz der Welt und Das Ministerium für alberne Gänge.
Weitere Sketche finden sich in der Kategorie:Sketch.

## Andere Wortbedeutungen
- In der englischsprachigen Literaturwissenschaft wird mit einem Sketch eine Prosaskizze oder eine kleine Erzählung bezeichnet, die eine zufällige Impression oder eine vorübergehende Stimmung wiedergibt. Bekannt ist das Skizzenbuch The Sketch Book of Geoffrey Crayon von Washington Irving. Es enthält die ersten amerikanischen Kurzgeschichten.
- Im Jargon der Graffiti-Szene wird ein Sketch eine kurze Vorabskizze genannt.